# Fußball-Europameisterschaft 2016/Kroatien
Dieser Artikel behandelt die kroatische Nationalmannschaft bei der Fußball-Europameisterschaft 2016 in Frankreich. Für Kroatien war es die fünfte Teilnahme und seitdem sich Kroatien 1996 erstmals als eigene Mannschaft qualifizieren konnte, verpassten die Kroaten nur einmal (2000) die Endrunde.

## Qualifikation

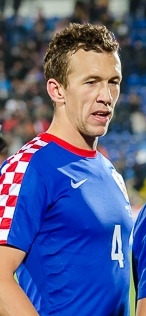
Ivan Perišić, bester Torschütze der Kroaten in den Qualifikationsspielen

Kroatien absolvierte die Qualifikation zur Europameisterschaft in der Gruppe H. Nach dem Vorrundenaus bei der WM 2014 hatte Niko Kovač zwar die Kroaten noch in die Qualifikation geführt, kurz vor dem Ende der Qualifikation hatte sich der kroatische Verband aber von ihm getrennt. Dabei begann die Qualifikation gut für die Kroaten. Ebenso wie die Italiener gewannen sie die ersten drei Spiele, erreichten dann beim Auswärtsspiel in Italien ein 1:1 und übernahmen anschließend durch ein 5:1 gegen Norwegen die alleinige Tabellenführung, da Italien in Bulgarien nur ein 2:2 erreichte. Da beim dann folgenden Spiel der Kroaten gegen Italien, das 1:1 endete, ein Hakenkreuz in den Rasen eingraviert war, zog die UEFA den Kroaten den Punkt wieder ab. Mit einem 0:0 in Aserbaidschan und einer 0:2-Niederlage in Norwegen gaben sie die Tabellenführung dann wieder ab, worauf Kovač entlassen wurde. Unter seinem Nachfolger Ante Čačić konnten sie in den beiden letzten Spielen aber mit zwei Siegen den zweiten Platz sichern. Damit hatten sie zwar die meisten Tore der Gruppe erzielt und die wenigsten Gegentore kassiert, mit vier Punkten Rückstand auf die Italiener waren sie aber nur Zweiter, aber dennoch ebenfalls qualifiziert, während die Norweger in den Play-offs der Gruppendritten scheiterten. Insgesamt setzten die beiden Trainer 26 Spieler ein, davon kamen nur Ivan Rakitić und Danijel Subašić, der den nach der WM zurückgetretenen Rekordtorhüter Stipe Pletikosa als Stammtorhüter abgelöst hatte, in allen zehn Spielen zum Einsatz. Zehn Spieler konnten sich in die Torschützenliste eintragen, als bester Torschütze Ivan Perišić mit sechs Toren, der im letzten Spiel auch das entscheidende 1:0 für die Qualifikation erzielte. Kein Neuling kam in einem Qualifikationsspiel zum Einsatz. Im ersten Spiel gegen Italien machte Ivica Olić sein 100. und Rekordnationalspieler Darijo Srna im letzten Qualifikationsspiel sein 125. Länderspiel.
In der FIFA-Weltrangliste konnten sich die nach dem WM-Vorrundenaus auf Platz 16 gefallenen Kroaten während der Qualifikation nicht verbessern, sie fielen sogar um drei Plätze zurück.

### Spiele
Alle Resultate aus kroatischer Sicht.
| Datum      | Spielort                                   | Gegner        | Ergebnis  | Torschützen |
| ---------- | ------------------------------------------ | ------------- | --------- | --- |
| 09.09.2014 | Stadion Maksimir, Zagreb                   | Malta         | 2:0 (0:0) | 1:0 Luka Modrić (46.), 2:0 Andrej Kramarić (81.) |
| 10.10.2014 | Wassil-Lewski-Nationalstadion, Sofia (BGR) | Bulgarien     | 1:0 (1:0) | 1:0 Nikolaj Bodurow (36./Eigentor) |
| 13.10.2014 | Stadion Gradski vrt, Osijek                | Aserbaidschan | 6:0 (4:0) | 1:0 Andrej Kramarić (11.), 2:0, 3:0 Ivan Perišić (34., 45.), 4:0 Marcelo Brozović (45.+1′), 5:0 Luka Modrić (56./Elfmeter), 6:0 Rəşad Sadıqov (61./Eigentor)      |
| 16.11.2014 | Giuseppe-Meazza-Stadion, Mailand (ITA)     | Italien       | 1:1 (1:1) | 0:1 Antonio Candreva (11.), 1:1 Ivan Perišić (15.) |
| 28.03.2015 | Stadion Maksimir, Zagreb                   | Norwegen      | 5:1 (1:0) | 1:0 Marcelo Brozović (30.), 2:0 Ivan Perišić (53.), 3:0 Ivica Olić (65.), 3:1 Alexander Tettey (80.), 4:1 Gordon Schildenfeld (87.), 5:1 Danijel Pranjić (90.+4′) |
| 12.06.2015 | Stadion Poljud, Split                      | Italien       | 1:1 (1:1) | 1:0 Mario Mandžukić (11.), 1:1 Antonio Candreva (36./Elfmeter) |
| 03.09.2015 | Tofiq-Bəhramov-Stadion, Baku (AZE)         | Aserbaidschan | 0:0       | |
| 06.09.2015 | Ullevaal-Stadion, Oslo (NOR)               | Norwegen      | 0:2 (0:0) | 0:1 Jo Inge Berget (51.), 0:2 Vedran Ćorluka (69./Eigentor) |
| 10.10.2015 | Stadion Maksimir, Zagreb                   | Bulgarien     | 3:0 (2:0) | 1:0 Ivan Perišić (2.), 2:0 Ivan Rakitić (42.), 3:0 Nikola Kalinić (81.)                                                                                           |
| 13.10.2015 | Ta’ Qali-Stadion, Attard (MLT)             | Malta         | 1:0 (1:1) | 1:0 Ivan Perišić (25.) |

### Tabelle
| Pl.                     | Land          | Sp. | S | U | N | Tore    | Diff. | Punkte |
| ----------------------- | ------------- | --- | - | - | - | ------- | ----- | ------ |
| 1.                      | Italien       | 10  | 7 | 3 | 0 | 016:700 | +9    | 24     |
| 2.                      | Kroatien      | 10  | 6 | 3 | 1 | 020:500 | +15   | 20     |
| 3.                      | Norwegen      | 10  | 6 | 1 | 3 | 013:100 | +3    | 19     |
| 4.                      | Bulgarien     | 10  | 3 | 2 | 5 | 009:120 | −3    | 11     |
| 5.                      | Aserbaidschan | 10  | 1 | 3 | 6 | 007:180 | −11   | 06     |
| 6.                      | Malta         | 10  | 0 | 2 | 8 | 003:160 | −13   | 02     |
| Stand: 13. Oktober 2015 |               |     |   |   |   |         |       |        |

## Vorbereitung
Nach dem Ende der Qualifikation gewannen die Kroaten am 17. November in Rostow am Don mit 3:1 gegen EM-Teilnehmer Russland. Am 23. März trafen die Kroaten in Osijek auf Israel, das sich nicht für die EM qualifizieren konnte, und gewannen mit 2:0, drei Tage später folgte in Budapest gegen EM-Teilnehmer Ungarn ein 1:1. Kurz vor der EM gewannen sie noch Testspiele am 27. Mai in Koprivnica gegen Mazedonien mit 1:0 und am 4. Juni gegen San Marino in Rijeka mit 10:0 – der bisher höchste Länderspielsieg der Kroaten. Dabei erzielte Nikola Kalinić mit den Toren zum 8:0, 9:0 und 10:0 in der 59., 73. und 84. Minute einen „lupenreinen“ Hattrick. Ebenfalls drei Tore erzielte Mario Mandžukić, wogegen Marko Pjaca mit seinem ersten Länderspieltor das 1:0 erzielte.

## Kader
Ein vorläufiger Kader mit 27 Spielern wurde von Nationaltrainer Ante Čačić am 16. Mai 2016 präsentiert, der dann noch auf 23 Spieler reduziert wurde. Die Nennung des endgültigen Kaders erfolgte am 31. Mai.
Die Spieler kamen von 17 Vereinen aus sieben Ländern. Meister und Pokalsieger Dinamo Zagreb stellte mit vier Spielern die meisten. Zwei weitere Spieler spielten ebenfalls in Kroatien, der Rest im europäischen Ausland.
| 23         | Danijel Subašić     | AS Monaco           | 27. Okt. 1984 | 22  | 0  | 2009 | 4 |   |   |  |  |
| 12         | Lovre Kalinić       | Hajduk Split        | 3. Apr. 1990  | 4   | 0  | 2014 |   |   |   |  |  |
| 01         | Ivan Vargić         | HNK Rijeka          | 15. März 1987 | 2   | 0  | 2014 |   |   |   |  |  |
| Abwehr     |                     |                     |               |     |    |      |   |   |   |  |  |
| 11         | Darijo Srna         | Schachtar Donezk    | 1. Mai 1982   | 131 | 22 | 2003 | 4 |   | 1 |  |  |
| 05         | Vedran Ćorluka      | Lokomotive Moskau   | 5. Feb. 1986  | 89  | 4  | 2006 | 4 |   |   |  |  |
| 21         | Domagoj Vida        | Dynamo Kiew         | 29. Apr. 1989 | 39  | 1  | 2010 | 3 |   | 1 |  |  |
| 03         | Ivan Strinić        | SSC Neapel          | 17. Juli 1987 | 36  | 0  | 2010 | 3 |   |   |  |  |
| 13         | Gordon Schildenfeld | Dinamo Zagreb       | 18. März 1985 | 28  | 1  | 2009 | 2 |   |   |  |  |
| 02         | Šime Vrsaljko       | US Sassuolo Calcio  | 10. Jan. 1992 | 19  | 0  | 2011 | 2 |   | 1 |  |  |
| 06         | Tin Jedvaj          | Bayer 04 Leverkusen | 28. Nov. 1995 | 3   | 0  | 2014 | 1 |   |   |  |  |
| Mittelfeld |                     |                     |               |     |    |      |   |   |   |  |  |
| 10         | Luka Modrić         | Real Madrid         | 9. Sep. 1985  | 91  | 11 | 2006 | 3 | 1 |   |  |  |
| 07         | Ivan Rakitić        | FC Barcelona        | 10. März 1988 | 77  | 11 | 2007 | 4 | 1 |   |  |  |
| 04         | Ivan Perišić        | Inter Mailand       | 2. Feb. 1989  | 48  | 13 | 2011 | 4 | 2 | 1 |  |  |
| 08         | Mateo Kovačić       | Real Madrid         | 6. Mai 1994   | 27  | 1  | 2013 | 2 |   |   |  |  |
| 19         | Milan Badelj        | AC Florenz          | 25. Feb. 1989 | 21  | 1  | 2010 | 4 |   | 1 |  |  |
| 14         | Marcelo Brozović    | Inter Mailand       | 16. Nov. 1992 | 18  | 4  | 2014 | 3 |   | 1 |  |  |
| 15         | Marko Rog           | Dinamo Zagreb       | 19. Juli 1995 | 3   | 0  | 2014 | 1 |   | 1 |  |  |
| 18         | Ante Ćorić          | Dinamo Zagreb       | 14. Apr. 1997 | 2   | 0  | 2016 |   |   |   |  |  |
| Angriff    |                     |                     |               |     |    |      |   |   |   |  |  |
| 17         | Mario Mandžukić     | Juventus Turin      | 21. Mai 1986  | 67  | 24 | 2007 | 3 |   |   |  |  |
| 16         | Nikola Kalinić      | AC Florenz          | 1. Mai 1988   | 29  | 11 | 2008 | 2 | 1 |   |  |  |
| 09         | Andrej Kramarić     | TSG 1899 Hoffenheim | 19. Juni 1991 | 12  | 4  | 2014 | 3 |   |   |  |  |
| 20         | Marko Pjaca         | Dinamo Zagreb       | 6. Mai 1995   | 9   | 1  | 2014 | 3 |   |   |  |  |
| 22         | Duje Čop            | FC Málaga           | 1. Feb. 1990  | 4   | 0  | 2015 | 1 |   |   |  |  |

Trainer: Ante Čačić

### Spieler, die nur im vorläufigen Kader standen
| Position   | Name              | Verein            | Geburts- datum | Länderspiel- einsätze | Länderspiel- tore | Debüt |
| ---------- | ----------------- | ----------------- | -------------- | --------------------- | ----------------- | ----- |
| Tor        | Dominik Livaković | NK Zagreb         | 9. Jan. 1995   | 0                     | 0                 |       |
| Abwehr     | Duje Ćaleta-Car   | Red Bull Salzburg | 17. Sep. 1996  | 0                     | 0                 |       |
| Mittelfeld | Alen Halilović    | Sporting Gijón    | 18. Juni 1996  | 9                     | 0                 | 2013  |
| Mittelfeld | Domagoj Antolić   | Dinamo Zagreb     | 30. Juni 1990  | 3                     | 0                 | 2014  |

1. 1 2  Stand: 12. Juni 2016.
2. 1 2  Stand: 27. Mai 2016.

## Endrunde
Bei der am 12. Dezember 2015 stattgefundenen Auslosung der sechs Endrundengruppen war Kroatien nur in Topf 2 gesetzt, so dass die Gefahr bestand, dass sie bereits in der Gruppenphase auf Gastgeber Frankreich, Titelverteidiger Spanien oder Weltmeister Deutschland treffen würden. Letztlich wurden sie der Gruppe D mit Spanien zugelost. Weitere Gegner sind Tschechien und die Türkei, sodass diese Gruppe als ausgeglichen angesehen wird. Gegen Spanien spielten die Kroaten auch bei der letzten EM das letzte Gruppenspiel und verloren im vor der EM letzten Aufeinandertreffen mit 0:1. Nur das erste Spiel gegeneinander konnten sie 1994 gewinnen. Dazwischen gab es noch ein Remis und zwei Niederlagen – alle in Freundschaftsspielen. Gegen die Tschechen gab es zuvor in zwei Freundschaftsspielen je einen Sieg und ein Remis, wobei das Remis im Finale des King Hassan II Tournament 1996 im Elfmeterschießen zum Turniersieg führte. Gegen die Türken gab es zuvor in sechs Spielen zwei Siege und vier Remis, davon wurde eins im Viertelfinale der EM 2008 im Elfmeterschießen allerdings verloren. Dabei gingen die Kroaten in der 119. Minute in Führung, mussten aber in der Nachspielzeit noch den Ausgleich hinnehmen. Zuletzt trafen beide in den Play-off-Spielen der Qualifikation für die EM 2012 aufeinander, wobei sich die Kroaten mit 3:0 und 0:0 durchsetzten.
Im Auftaktspiel gegen die Türkei konnten die weitgehend überlegenen Kroaten ihre Überlegenheit nur mit einem Tor manifestieren. Auch gegen die Tschechen waren sie lange die dominierende Mannschaft und gingen mit 2:0 in Führung. Gegen Spielende kamen die Tschechen aber besser ins Spiel und konnten in der 75. Minuten den Anschlusstreffer erzielen. Nachdem das Spiel in der 86. Minute nach Krawallen kroatischer Zuschauer kurz unterbrochen wurde, verloren die Kroaten völlig die Spielkontrolle und mussten in der langen Nachspielzeit dann noch den Ausgleich durch einen verwandelten Handelfmeter hinnehmen. Für das Spiel gegen die mit zwei Siegen gestarteten Spanier wurde die Mannschaft auf einigen Positionen verändert, da beide schon für das Achtelfinale qualifiziert waren, so blieb Luka Modrić, bester Spieler des Auftaktspiels auf der Bank. Die Kroaten gerieten bereits nach sieben Minuten in Rückstand, konnten das Spiel dann aber immer ausgeglichener gestalten und ließen kaum noch Torchancen der Spanier zu. Ihrerseits kamen sie zu mehreren Tormöglichkeiten, wovon sie zwei nutzen und den Titelverteidiger mit 2:1 besiegen konnten. Damit trafen sie als Gruppensieger im Achtelfinale auf Portugal, den Dritten der Gruppe F. Gegen die Portugiesen gab es zuvor drei Spiele, die alle verloren wurden. Bei der EM 1996 trafen beide erstmals aufeinander und die Kroaten verloren mit 0:3. In den beiden folgenden Freundschaftsspielen gelang den Kroaten auch kein Tor, aber den Portugiesen jeweils eins weniger.
Auch diesmal gelang kein Sieg gegen die Portugiesen. Der portugiesische Trainer Fernando Santos hatte seine Startelf gegenüber den Gruppenspielen in der Abwehr und im Mittelfeld mit der Absicht geändert die kroatischen Spielgestalter Luka Modrić und Ivan Rakitić zu neutralisieren, was den Portugiesen auch überwiegend gelang. Allerdings konnte sie selber auch wenig kreatives zu Stande bringen und so nahmen sich die beiden Mannschaften weitgehend aus dem Spiel. Beide Torhüter mussten keinen Arbeitsnachweis erbringen. Erst kurz vor Ende der Verlängerung kamen die Kroaten zu einer nennenswerten Chance, die aber am Pfosten endete. Der daraufhin eingeleitete Konter über Renato Sanches, führte zum ersten Torschuss des Spiels von Cristiano Ronaldo. Der kroatische Torhüter Danijel Subašić konnte bei seiner einzigen Aktion den Schuss zwar abwehren, der mitgelaufene Ricardo Quaresma konnte aber zum 1:0-Siegtreffer abstauben. Die Kroaten hatten danach zwar noch eine Chance zum Ausgleich, der Schuss von Abwehrspieler Domagoj Vida ging aber knapp am Tor vorbei.
Durch die EM-Spiele verbesserte sich Kroatien in der FIFA-Weltrangliste um zwölf Plätze.

### Gruppenspiele
| Pl. | Land       | Sp. | S | U | N | Tore    | Diff. | Punkte |
| --- | ---------- | --- | - | - | - | ------- | ----- | ------ |
| 1.  | Kroatien   | 3   | 2 | 1 | 0 | 005:300 | +2    | 07     |
| 2.  | Spanien    | 3   | 2 | 0 | 1 | 005:200 | +3    | 06     |
| 3.  | Türkei     | 3   | 1 | 0 | 2 | 002:400 | −2    | 03     |
| 4.  | Tschechien | 3   | 0 | 1 | 2 | 002:500 | −3    | 01     |

| So., 12. Juni 2016 um 15:00 Uhr in Paris         |   |          |           |
| Türkei                                           | – | Kroatien | 0:1 (0:1) |
| Fr., 17. Juni 2016 um 18:00 Uhr in Saint-Étienne |   |          |           |
| Tschechien                                       | – | Kroatien | 2:2 (0:1) |
| Di., 21. Juni 2016 um 21:00 Uhr in Bordeaux      |   |          |           |
| Kroatien                                         | – | Spanien  | 2:1 (1:1) |

### K.-o.-Phase
|                                                      |   |          |                 |
| Achtelfinale Sa., 25. Juni 2016 um 21:00 Uhr in Lens |   |          |                 |
| Kroatien                                             | – | Portugal | 0:1 n. V. (0:0) |